# Wilhelm Kahl

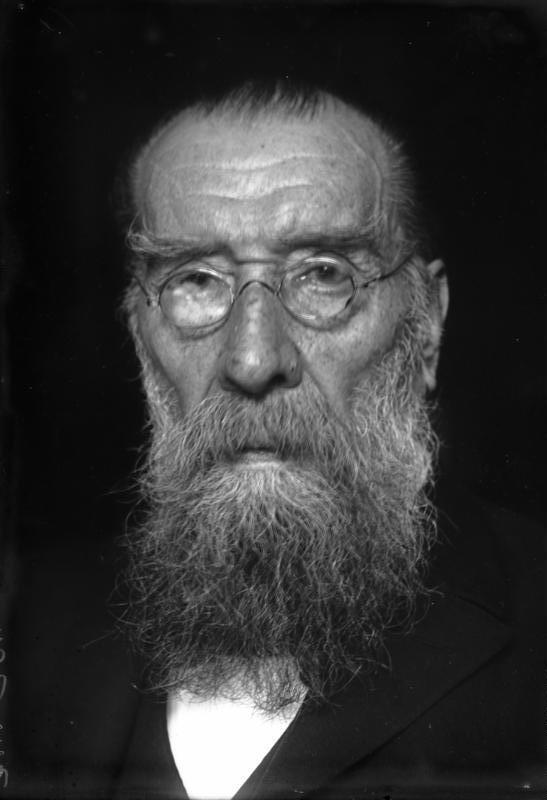
Wilhelm Kahl (1928).

Ernst Petrus Wilhelm Kahl, född 17 juni 1849 i Kleinheubach, Bayern, död 14 maj 1932 i Berlin, var en tysk jurist.
Kahl blev extra ordinarie professor vid Rostocks universitet 1879 samt ordinarie professor vid universiteten i Erlangen 1883, Bonn 1888 och Berlin 1895. Han var även geheime justitieråd, från 1913 ordförande i straffrättskommissionen och från 1921 medlem av Staatsgerichthof. Han arbetade huvudsakligen inom kyrkorätten och behandlade i sammanhang därmed även stats- och straffrätt. 
Kahl var ledamot av tyska nationalförsamlingen i Weimar 1919 och var ledamot av Weimarrepublikens riksdag från 1920 för Deutsche Volkspartei.
Han anses varit en av Gustav Stresemanns närmaste vänner under senare nämndas sista år då han ofta stödde Stresemann.